# ホルムアルデヒドジスムターゼ
ホルムアルデヒドジスムターゼ（formaldehyde dismutase）は、次の化学反応を触媒する酸化還元酵素である。
2 ホルムアルデヒド + H2O {\displaystyle \rightleftharpoons } ギ酸 + メタノール
反応式の通り、この酵素の基質はホルムアルデヒドと水、生成物はギ酸とメタノールである。
組織名はformaldehyde:formaldehyde oxidoreductaseで、別名にaldehyde dismutase, cannizzanaseがある。